# Martin Mörck
Martin Mörck (né le 8 juin 1955 à Göteborg en Suède) est un graveur norvégien de timbres-poste. Il habite tantôt sur une petite île suédoise, tantôt à Copenhague.

## Biographie
Né d'un père graphiste et peintre, et d'une mère artiste textile, il échoue à finir ses études de pêche puis de constructions de navires. En 1975, après des études d'art, il apprend l'art de la gravure sous la direction d'Arne Wallhorn de la Poste suédoise. Son premier timbre-poste gravé est émis en 1977 en Suède : il représente une chouette hulotte.
Depuis 1977 pour les administrations postales de pays nordiques principalement, ainsi que d'autres pays dont la France et Monaco.
Par ailleurs, il illustre des livres ; il grave et peint à l'aquarelle des poissons et des paysages.

## Livre
- (sv) Porträttgravyr på sedlar och frimärker, Carlsson bokförlag AB, Stockholm, 2000,  (ISBN 9172039728).

## Timbres-poste

### Canada[2]
- « Ours blanc », dessin d'Alain Leduc et Steven Slipp, 27 octobre 1998.
- « Otto Sverdrup, 1854-1930 », série de deux timbres identiques, 26 mars 2004.

### Danemark
- Ligne ondulée, série d'usage courant, dessin de Julius Therchilsen, nouvelle gravure de Mörck, années 2000.
- Petites armoiries du royaume, série d'usage courant, dessin de Primus Nielsen, nouvelle gravure de Mörck, 2004.
- « Dansk Flygtningehjælp », timbre à surtaxe humanitaire, dessin de Viggo Mörck, 11 janvier 2006.
- « Mythologie nordique : personnages mythologiques », dessins de Bjørn Nørgaard, 29 mars 2006.
- « Courses de voitures anciennes », série de quatre timbres, gravures superposées sur des photographies, 7 juin 2006.
- « Avions historiques du Danemark », série de quatre timbres, gravures superposées sur des photographies, 23 août 2006.
- « L'Année polaire internationale », série de deux timbres, gravures superposées sur des photographies, 10 janvier 2007.
- « 50 ans au service de la paix », gravures superposées sur une photographie, 10 janvier 2007.
- « Les éoliennes du Danemark », série de quatre timbres dessinés par Bertil Skov Jørgensen, 10 janvier 2007.
- « Galathea 3 », série de deux timbres dessinés par Finn Nygaard, 28 mars 2007.
- « Europa : 100 ans du scoutisme », série de deux timbres dessinés par Torben Skov, 6 juin 2007.

### Îles Féroé
- « Saint Olaf », 12 septembre 1995.

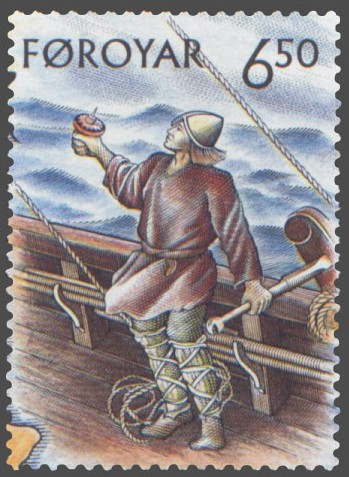
Un des timbres consacrés aux Vikings.

- « Les Vikings dans l'Atlantique », bloc de trois timbres, 11 février 2002.
- « Centenaire du Conseil international pour l'exploration de la mer » (International Council for the Exploration of the Sea, ICES), bloc de deux timbres, 23 septembre 2002. L'émission s'inscrit dans une émission conjointe avec le Danemark et le Groenland.
- « La vie quotidienne des Vikings », bloc de trois timbres, 7 février 2005.

### France
Les timbres suivants ont été dessinés et gravés par Mörck :
- « René Descartes 1596-1650 », 1er avril 1996.
- « Europa : le Chat botté », 28 avril 1997.
- « Championnats du monde d'aviron - Savoie », 1er septembre 1997.
- « Jean Goujon v.1510-v.1566 » (sculpture), 15 février 1999.
- « Frère Alfred Stanke 1904-1975 » (cathédrale de Bourges en arrière-plan), 25 septembre 2000.
- « Château de Grignan - Drôme », 9 juillet 2001.
- « La Charité-sur-Loire - Nièvre », 8 avril 2002
- « Esclaves, sculptures de Michel-Ange 1475-1564 », 26 mai 2003.
- « Aliénor d'Aquitaine v.1222-1204 », 1er mars 2004.
- « Avicenne 980-1037 », 14 novembre 2005.
- « Opéra Garnier », timbre et vignette se-tenant, 26 juin 2006.

### Monaco
- « Europa : Sainte Dévote» et « Port Hercule », 5 mai 1997, premiers timbres de Monaco gravés par Mörck.
- « Innocent IV crée la paroisse de Monaco par la bulle du 6 décembre 1247 », gravure, 30 novembre 1997.
- « Pour un sport sans violence », gravure, 4 septembre 1998.
- « Jumping international de Monte-Carlo », gravure, 16 avril 1999.
- « Centenaire du musée océanographique », gravure, 25 avril 1999.
- « Vierge à l'Enfant » d'après une peinture de Simone Cantarini (XVIIe siècle), gravure, 13 décembre 1999.
- « Exposition philatélique internationale Wipa 2000 à Vienne », dessin et gravure, 30 mai 2000.
- « Princesse Stéphanie de Monaco, présidente de l'Amapei », gravure, 1er décembre 2000.
- « Exposition philatélique internationale Belgica 2001 à Bruxelles », dessin, 9 juin 2001.
- Triptyque : portraits de Rainier III et d'Albert et palais princier, 3 décembre 2004. Les dessins sont de Czesław Słania pour Rainier III et de Patrice Merot pour les deux autres timbres. C'est le dernier timbre à l'effigie de Rainier III émis de son vivant.
- « Noël », dessin de Jean-Louis Marazzani, 3 octobre 2005.
- Effigie d'Albert II, première série d'usage courant de son règne, dessinée par Thierry Mordant, 19 novembre 2005.
- « Campagnes princières en Arctique », 10 avril 2006.
- « World Philatelic Exhibition Washington 2006 », 27 mai 2006.
- « Noël », 2 octobre 2006.
- Effigie d'Albert II, 2e série d'usage courant de son règne, dessinée par Guéorgui Chichkine, 1er décembre 2006.
- « Centre cardio-thoracique » et « Institut monégasque de médecine et de chirurgie sportive depuis 2006 », dessinés par Cyril de La Patellière, 1er décembre 2006.

### Suède
- « Chouette hulotte », 1977, premier timbre émis gravé par Mörck.
- « Ostindiafararen Götheborg », navire à voile de la Compagnie suédoise des Indes orientales, 4 octobre 2003. Le timbre est émis à l'occasion de la fin de la construction d'une réplique qui va effectuer le voyage vers les Indes et retour entre 2005 et 2007.